# Brückner Gergely
Brückner Gergely (néhol Brückner Gergő) (Budapest, 1973- )  magyar oknyomozó újságíró.

## Életpályája
Középiskolai tanulmányait 1991-ben fejezte be a budapesti Piarista Gimnáziumban. 1996-ban végzett a Budapesti Közgazdaságtudományi Egyetem  Gazdálkodási Kar, vezetés-szervezés szakán szerzett diplomát. Egyetemista kora óta publikál, főként gazdasági témájú szakcikkeket.
Szakmai pályáját 1996 és 2003 között a Bank & Tőzsde című pénzügyi hetilapnál kezdte, majd 2003 és 2007 között a Manager magazin befektetési rovatának vezetőjeként dolgozott.
2007 végétől éveken keresztül a Figyelő  rovatvezetője volt, Lambert Gábor főszerkesztő távozásáig.
2017. áprilistól az index.hu főmunkatársa volt. 
Oktatói tevékenysége során főként a hazai pénzügyi szolgáltató rendszerről, a fejlett elektronikus csatornákról (internet banking, internet brokering) tartott előadásokat hazai egyetemeken, illetve a középiskolai tanárok továbbképzése során.
2020 közepén felmondott az index.hu-nál, később a telex.hu-nál folytatta pályáját.

## Könyvei
Több szakkönyv szerzője illetve társszerzője. 

## Díjai, elismerései
- Bossányi Katalin-díj
- Minőségi Újságírásért díj (4 alkalommal)
- Soma-díj (a legjobb oknyomozó újságírónak).